# Andrzej Gołaszewski
Andrzej Gołaszewski (ur. ok. 1940) – polski działacz partyjny i państwowy, inżynier komunikacji, doktor nauk technicznych, podsekretarz stanu w resortach związanych z komunikacją (1983–1989).

## Życiorys
Absolwent Wydziału Komunikacji Politechniki Warszawskiej. W 1976 uzyskał na Politechnice Poznańskiej stopień doktora nauk technicznych ze specjalnością w zakresie infrastruktury transportu, broniąc pracy dotyczącej technologii robót nawierzchniowych. Od 1961 pracował w jednostkach Dyrekcji Okręgowej Kolei Państwowych w Poznaniu kolejno jako kontroler drogowy, naczelnik oddziału i zarządu drogowego. W 1970 przeniesiony na stanowisko dyrektora i następnie dyrektora Centralnego Zarządu Utrzymania Kolei w ramach Ministerstwa Komunikacji. Autor artykułów i referatów naukowych, przez szereg lat wykładowca Politechniki Warszawskiej. Został honorowym prezesem Stowarzyszenia Inżynierów i Techników Komunikacji.
Wstąpił do Polskiej Zjednoczonej Partii Robotniczej. Sprawował funkcję podsekretarza stanu w Ministerstwie Komunikacji (marzec 1983 – październik 1987), a po jego przekształceniu w Ministerstwie Transportu, Żeglugi i Łączności (listopad 1987 – grudzień 1989). W latach 1990–1998 przewodniczył Organizacji Współpracy Kolei.

## Odznaczenia
W 2000 odznaczony Krzyżem Komandorskim Orderu Odrodzenia Polski za wybitne zasługi w działalności na rzecz rozwoju komunikacji, za osiągnięcia w pracy społecznej.